# Radljevo
Radljevo (em cirílico: Радљево) é uma vila da Sérvia localizada no município de Ub, pertencente ao distrito de Kolubara, na região de Tamnava. A sua população era de 568 habitantes segundo o censo de 2011.

## Demografia
| 1948  | 1953  | 1961  | 1971 | 1981 | 1991 | 2002 | 2011 |
| ----- | ----- | ----- | ---- | ---- | ---- | ---- | ---- |
| 1 165 | 1 172 | 1 136 | 948  | 774  | 678  | 607  | 568  |